# Ricardo Ismael Rojas
Ricardo Ismael Rojas (26 de gener de 1971) és un exfutbolista paraguaià.

## Selecció del Paraguai
Va formar part de l'equip paraguaià a la Copa del Món de 1998 i a la Copa Amèrica 1997.